# Na věčnosti

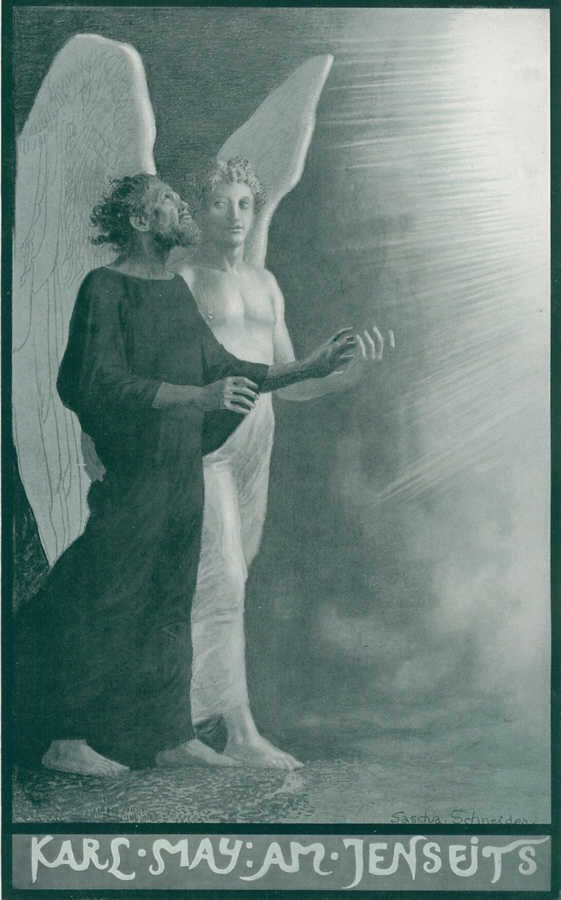
Obálka románu z roku 1905 od Saschy Schneidera

Na věčnosti (Am Jenseits, česky též jako Pouť do Mekky) je román německého spisovatele Karla Maye, napsaný těsně před autorovou cestou do Orientu roku 1899, kdy vyšel jako dvacátý pátý svazek Mayových spisů v nakladatelství Friedrich Ernst Fehsenfeld ve Freiburgu. Pod tímto pořadovým číslem vydává román rovněž nakladatelství Karl-May-Verlag v rámci Sebraných spisů Karla Maye.
Kniha Am Jenseits byla však pouze první částí zamýšleného díla. Události v autorově životě, které se odehrály v době jeho cesty Orientem v letech 1899–1900, a rozčarování z toho, jak se skutečný Orient lišil od autorových literárních představ, změnily tak zásadně směr Mayovy tvorby, že příběh zůstal nedopsaný.
Roku 1923 však pro nakladatelství Karl-May-Verlag román dokončil katolický kněz Franz Kandolf. Tuto knihu s názvem In Mekka (česky V městě prorokově), ve které je od Karla Maye pouze první kapitola, zařadilo nakladatelství Karl-May-Verlag do autorových sebraných spisů jako svazek s pořadovým číslem padesát.

## Děj
Román nejprve vypráví o dobrodružstvích, které zažil Kara ben Nemsí za doprovodu Hadží Halefa Omara, jeho manželky Hanné a syna Kary, na cestě do Mekky. Protože však islám zapovídá vstup do tohoto Svatého města křesťanům, musel Kara ben Nemsí za pomocí Hadžího Halefa své náboženské přesvědčení tajit. Na pozadí popisovaných událostí May v knize hodnotí vztahy mezi islámem a křesťanstvím a také poměry uvnitř církví, u islámu zvláště mezi historicky znepřátelenými šííty a sunnity.
Pokračování od Franze Kandolfa se pak odehrává přímo v Mekce, kde jsou všichni zločinci nakonec náležitě potrestáni. Náboženské přesvědčení Kara ben Nemsího je sice odhaleno, ale pro své záslužné činy je Kara ben Nemsí vzat na milost. Velice zajímavá je kapitola, kdy autor očima Kary ben Nemsího popisuje průběh náboženských poutí v Mekce. Jeho postoj je velice kritický – poukazuje na vyděračské obchodníky, na zbytečné ubíjení obětních zvířat a na absenci jakýchkoliv zdravotních opatření (což má za následek nemoci a epidemie i smrt mnoha poutníků).

## Česká vydání
Česky vyšel román zatím pouze třikrát, vždy však s pokračováním od Franze Kandolfa. Poprvé tomu bylo roku 1934, kdy knihy Pouť do Mekky a V městě prorokově vyšly v překladu Marie Jílkové a s ilustracemi Zdeňka Buriana v pražském nakladatelství Toužimský a Moravec, v rámci tzv. Malé řady knih Karla Maye. Na druhé české vydání si museli naši čtenáři počkat šedesát let, komunističtí cenzoři vydání románu nepovolili. Kniha Pouť do Mekky vyšla v nakladatelství GABI z Českého Těšína až roku 1993, druhý díl V městě prorokově vydalo GABI společně s dalším těšínským nakladatelstvím Oddych roku 1994 (původní překlad upravil Luděk Ondruška, ilustrace Jaromír Suchý).
Zatím poslední české vydání je z let 2000–2001, kdy obě knihy pod společným názvem Na věčnosti vydalo ve třech svazcích v rámci projektu Souborné vydání díla Karla Maye v překladu Vladimíra Šundy a s ilustracemi Josefa Pospíchala brněnské nakladatelství Návrat.